# Three Cool Cats
Three Cool Cats is een liedje, geschreven door het schrijvers- en producentenduo Jerry Leiber en Mike Stoller. Het nummer werd in 1958 opgenomen door The Coasters en in 1959 uitgebracht als achterkant van de single Charlie Brown. Die single bereikte de Amerikaanse top tien in de lente van 1959. De hoogste notering was nummer 2. In België haalde Charlie Brown een 16e plaats.
Three Cool Cats is later ook door anderen opgenomen; de bekendste versie is die van The Beatles uit 1962.
Three cool cats, drie toffe gozers, ontmoeten three cool chicks, drie toffe meiden, en zien wel wat in hen, maar de meiden houden de boot af.

## Versie van The Beatles
Three Cool Cats was een van de liedjes die The Beatles speelden bij hun onsuccesvolle auditie bij Decca Records op 1 januari 1962. De bezetting was:
- George Harrison, zang en sologitaar
- John Lennon, achtergrondzang, slaggitaar
- Paul McCartney, achtergrondzang, basgitaar
- Pete Best, drums

In 1995 werd deze versie opgenomen op de verzamel-cd Anthology 1.
In 1969 namen The Beatles het nummer opnieuw op voor het afgebroken Get Back/Let It Be-project.  Deze versie is nooit officieel uitgebracht; er circuleren wel bootlegs.

## Andere versies
- The 5.6.7.8's zetten het nummer op hun album Bomb the Twist uit 1996.
- Ry Cooder nam het nummer in 2005 op voor het album Chávez Ravine.
- The Basics namen het nummer op voor hun album Stand Out/Fit In van 2007. Het staat ook op hun live-album /ðə'bæzɪtʃ/ uit 2010.

## Bron
- The Beatles Bible over Three Cool Cats. Hier staat ook de tekst.